# Distretto di Thatta
Il distretto di Thatta (in urdu: ضلع ٹھٹہ) è un distretto del Sindh, in Pakistan, che ha come capoluogo Thatta. Nel 1998 possedeva una popolazione di 1.113.194 abitanti.